# Mohsen Bahrami
Mohsen Bahrami (in persiano محسن بهرامی‎; Teheran, 25 marzo 1982) è un attore e conduttore televisivo iraniano.
Diplomatosi alla scuola superiore di recitazione, ha iniziato la sua carriera nel 1994 con la serie "L'impronta dell'amico" (in persiano "ردپای دوست"), ma la sua carriera da professionista è iniziata con la recitazione nel teatro "Lost" (in persiano "از دست رفته") diretto da Farhad Aslani nel 2001.

## Attività

### Teatro
Ha iniziato a recitare nel teatro nel film "Lost" diretto da Farhad Aslani. Ha recitato in numerose opere teatrali, tra quali: "Il giardino dei ciliegi" diretto da Akbar Zanjanpour, "Dar Amaaq" diretto da Mustafa Abdullahi, "Gol va Qadare" diretto da Behzad Farahani, "Rag" diretto da Ayub Aghakhani, "Father" diretto da Mahmoud Zendenaam, "Molly Sweeney" e "La casa è chiusa" diretto da Shima Farahmand.
| Anno | Nome da visualizzare                                | Direttore              |
| ---- | --------------------------------------------------- | ---------------------- |
| 2001 | Perduto                                             | Farhad Aslani          |
| 2012 | Molly Sweeney                                       | Shima Farhamand        |
| 2014 | La Casa è Chiusa                                    | Shima Farhamand        |
| 2014 | Il mio amore è il calcio                            | Shayan Afkari          |
| 2014 | Uno spettacolo per te (Gioca a leggere)             | Ehsan Karami           |
| 2015 | Teheran sotto le ali degli angeli (Gioca a leggere) | Nader Borhani Marand   |
| 2015 | Gol va Qadare                                       | Behzad Farahani        |
| 2015 | Le profondità inferiori                             | Mustafà Abdullahi      |
| 2015 | Buon compleanno Peyman                              | Shayan Afkari          |
| 2016 | Il frutteto dei ciliegi                             | Akbar Zanjanpur        |
| 2017 | Hafte Asr Haftome Payeez                            | Ayub Aghakhani         |
| 2017 | Il padre                                            | Mahmoud Zendenaam      |
| 2018 | Truccage (doppiaggio)                               | Mohammad Reza Qolipour |
| 2019 | Straccio                                            | Ayub Aghakhani         |
| 2019 | Il figlio                                           | Ali Moghadam           |
| 2020 | Una stanza nel Plaza Hotel (cinema)                 | Maryam Bagheri         |
| 2021 | Palazzo Qajari                                      | Maryam Bagheri         |
| 2023 | Lettura del rinoceronte (Gioca a leggere)           | Keyvan Kasirian        |
| 2024 | Bijan e Manijeh                                     | Shokrkhoda Goodarzi    |
| 2024 | Canti di Tebe                                       | Ayub Aghakhani         |

In una delle sue conversazioni, Bahrami ha descritto la recitazione in teatro come segue: "Un attore teatrale deve essere sempre pronto fisicamente e in termini di recitazione, e non può ritoccare i suoi errori. Nella foto, l'immagine dell'attore è ripresa secondo la dimensione dell'inquadratura che il regista vuole da te. In teatro devi essere perfetto e impeccabile."

### Televisione
È apparso in serie come "City Lights" diretta da Masoud Keramati, "The Innocents" diretta da Ahmad Amini, "It Might Happen to You Too Too" diretta da Ahmad Moazzami, " Navar Zard " diretta da Pouria Azarbaijani, Le serie "Puzzle" e "Najva" dirette da Ebrahim Sheibani e "Salaam Aghaaye Modir" dirette da Alireza Tavana, e in aggiunta a ciò, è apparso in telefilm come "Dar Miyaane Saayeh Haa" diretto da Masoud Keramati e "Hidden Wisdom" diretto da Majid Torbati. Ha anche interpretato un ruolo nella serie TV "Shahrag" diretta da Seyyed Jalal Dehghani Ashkezari.
| Anno | Titolo                           | Direttore              |
| ---- | -------------------------------- | ---------------------- |
| 1994 | Serie di polvere di Rade Paaye   | Abbas Ranjbar          |
| 2004 | Serie Luci della città           | Massud Keramati        |
| 2006 | Telefilm sulla saggezza nascosta | Majid Torbati          |
| 2007 | Telefilm sulle ossa              | Farhad Alizadeh Aahi   |
| 2008 | La serie degli Innocenti         | Ahmad Amini            |
| 2008 | Dar Miyane Saaye Haa Telefilm    | Massud Keramati        |
| 2009 | Potrebbe succedere anche a te    | Ahmed Moazzemi         |
| 2014 | Puzzle                           | Ebrahim Sheibani       |
| 2017 | Serie Najva                      | Ebrahim Sheibani       |
| 2017 | Serie Navaare Zard               | Pouria Azerbaijani     |
| 2019 | Salaam Aghaaye Modir             | Alireza Tavana         |
| 2020 | Serie Shahrag                    | Seyyed Jalal Ashkezari |
| 2023 | Serie Bazpor                     | Ahmad Moazzami         |
| 2024 | Serie Hasht Paa                  | Ahmad Moazzami         |

Bahrami è stato l'ospite del concorso televisivo "Rade Paa" trasmesso sul canale IRIB TV5.
Ha avuto anche l'esperienza di esibirsi nel programma "Radio Haft" del canale televisivo IRIB Amoozesh.
Bahrami ha anche una presenza di spicco nel programma "Barge Aval" prodotto nel 1400 da iFilm Channel, un programma incentrato sui libri e sulla lettura.

### Servizi multimediali in streaming
| Anno | Titolo                     | Ruolo  | Direttore          |
| ---- | -------------------------- | ------ | ------------------ |
| 2024 | La serie Giungla d'asfalto | Houman | Pejman Teymourtash |

### Sevina
Bahrami ha avuto diverse collaborazioni con "Sevina Group", un cinema speciale per persone cieche. Questo gruppo è stato fondato nel 2018 da Gelareh Abbasi per fornire prodotti culturali e artistici ai non vedenti e anche per sostenere le capacità dei non vedenti nei campi culturali e artistici del Paese.

### Radio
Mohsen Bahrami è attivo anche nel campo radiofonico presso il Dipartimento generale delle arti dello spettacolo della radio dal 2009.
Il programma "Namvarnameh" narrato e interpretato da Mohsen Bahrami è la prima versione radiofonica di Shahnameh, che ha iniziato le trasmissioni il 15 maggio 2022, in coincidenza con il giorno della preservazione della lingua persiana e della commemorazione di Ferdowsi su IRIB Radio Namayesh.

### Cinema
Bahrami ha doppiato ilruolo di Abbas Bin Ali nel film " Hussein Who Said No " diretto da Ahmad Reza Darvish.

### Audiolibri e spettacoli
Ha svolto inoltre attività significative nel campo della voce fuori campo per audiolibri e audiospettacoli, come testimonia la sua presenza come narratore e annunciatore nel libro Sherlock Holmes, nell'audiospettacolo Rebecca, nel libro Il ritratto di Dorian Gray, Paura e tremore. libro, ecc.
Interpretare il ruolo di Gol Mohammad di Mohsen Bahrami nella versione audio del libro " Kelidar " di Mahmoud Dowlatabadi, considerato una delle opere audio persiane più importanti, è stato ben accolto dal pubblico.

## Premi

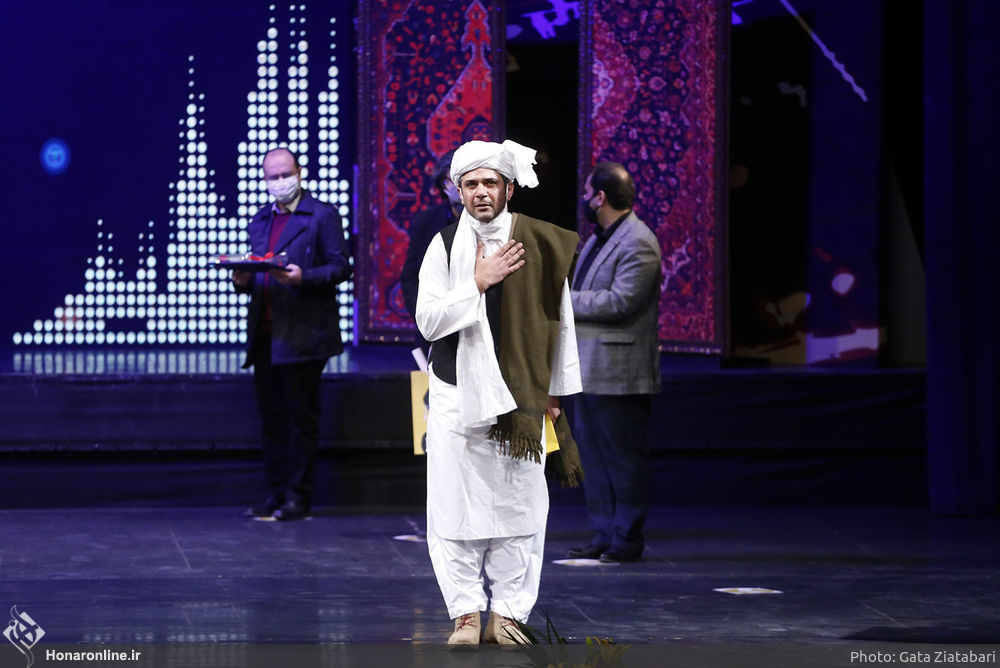
Mohsen Bahrami alla cerimonia di chiusura del 36° Fajr Music Festival

Nel 2009, Bahrami ha ricevuto la statua del primo attore maschio nella sezione del dramma radiofonico del 13º Festival del teatro studentesco.
Inoltre, nella sezione che annunciava i lavori elettronici del Children's Book Council, che si è tenuta nell'agosto 2021, Bahrami ha ricevuto la targa selezionata e "The Small Black Fish Badge" (2019) per la narrazione del libro di Sherlock Holmes .
Partecipando alla cerimonia di chiusura del 36° Fajr Music Festival, come rappresentante della famiglia Dorpour, ha ricevuto un diploma onorario per il miglior canto della musica della regione (Noor Mohammad Dorpour per l'album Dordaneh).